# Edward Clinton Ezell
Edward Ezell (* 7. November 1939 in Indianapolis; † 23. Dezember 1993 in Woodbridge (Virginia)) war ein US-amerikanischer Buchautor und Historiker. Er publizierte in den Themengebieten Weltraumforschung und Waffentechnik.
Wie im Mittleren Westen üblich, kam er schon in jungen Jahren mit Schusswaffen in Kontakt. Diese blieben sein Leben lang Gegenstand seines Interesses. Ezell erwarb den Bachelor of Arts an der Butler University im Jahre 1961 und zwei Jahre später den Master of Arts an der University of Delaware. Im Jahre 1969 erwarb er den Ph.D. in Technik- und Wissenschaftsgeschichte an dem Case Institute of Technology. Er lehrte an der North Carolina State University (1966–1970) und an der Sangamon State University (1970–1974).
Von 1972 bis 1974 war er in Singapur der Vizepräsident des Waffenhandelunternehmens Interarms Asia.
Ezell kam 1974 als Historiker zur NASA. Er publizierte dort unter anderem über das Apollo-Sojus-Test-Projekt und die Marserkundung. 1980 wurde er Historiker des Johnson Space Centers.
Ezell war Autor verschiedener Zeitschriftenartikel und Bücher zu Kleinwaffen und militärischen Themen. Sein Buch Small Arms of the World über militärische Kleinwaffen gilt als Standardwerk.
1982 wurde er von Smithsonian Institution angestellt, um als Kurator am National Museum of American History für den Bereich Streitkräfte tätig zu sein. Dort gestaltete er unter anderem einige Ausstellungen.
Unter der Schirmherrschaft des Smithsonians betreute er ein Projekt zur Oral History; er führte eine Reihe von Interviews mit den Sturmgewehrentwicklern Michail Timofejewitsch Kalaschnikow und Eugene Stoner, den Entwicklern des AK-47 bzw. M-16. Bereits im Jahre 1972 kontaktierte er Kalaschnikow mit Fragen zu dessen Biografie. 1989 trafen sie sich zum ersten Mal in Moskau zu einem Interview. Später lud Ezell Kalaschnikow in die USA ein und die beiden Männer wurden Freunde.
Seit 1989 war Ezell auch der Vorstand der Non-Profit-Organisation Institute for Research on Small Arms in International Security in Alexandria (Virginia). Ezell gilt als der Begründer der wissenschaftlichen Quantifizierung der globalen Kleinwaffenbestände, auch wenn diese Frage nicht primär in seinem Fokus stand.
Edward Clinton Ezell starb mit 54 Jahren an Nierenkrebs.

## Publikationen
- Small Arms of the World 1977 11te Edition, 1983 12te Edition (mit Thomas M. Pegg)
- The Partnership, 1978 (mit Linda Neuman Ezell)
- Combat Handguns, 1980 (mit George C. Nonte)
- Handguns of the World 1981
- On Mars: Exploration of the Red Planet, 1984 (mit Linda Neuman Ezell)
- Small Arms Today 1ste Edition 1984, 1988 2te Edition
- The Great Rifle Controversy: Search for the Ultimate Infantry Rifle from World War II to Vietnam and Beyond, 1984
- The AK47 Story: Evolution of the Kalashnikov Weapons, 1986
- Reflections on the Wall: The Vietnam Veterans Memorial, 1987
- The Black Rifle: M16 Rifle Retrospective, 1987 (mit R. Blake Stevens)
- Personal Firepower, 1988